# 立岩陽一郎
立岩 陽一郎（たていわ よういちろう、1967年 - ）は、日本のジャーナリスト。NHKの報道記者・ディレクター・テヘラン特派員などを経て、大阪を拠点に、特定非営利活動法人インファクト代表理事・編集長や公益財団法人政治資金センター理事として活動している。2023年度から、大阪芸術大学短期大学部の教授に就任。

## 人物・経歴
神奈川県横浜市の生まれで、16歳の時に、実父の仕事の関係でメキシコに1年間居住。現地のアメリカンスクールに通っていた。帰国後に一橋大学社会学部へ進学。卒業後の1991年に、報道記者として日本放送協会（NHK）に入局した。沖縄放送局、大阪放送局、放送センターの報道局社会部などに勤務。テヘラン特派員、放送センター社会部記者、国際放送局World News部部デスクなども歴任した。その一方で、2010年から1年間アメリカン大学に留学。2016年には、放送大学大学院文化科学研究科の修士課程で修士（学術）の学位を取得している。同局では、沖縄放送局の警察担当記者時代から調査報道への関心が高かった。放送センターの社会部に配属されていた小泉内閣時代には、小池百合子が大臣を務めていた環境省への情報公開請求をきっかけに、日本の会計法で原則として禁じている随意契約の成約率が同省を含む中央官庁で軒並み高いことを明らかにした。このような実態が報じられた結果、小泉内閣は、中央官庁における随意契約を原則として廃止した。大阪放送局への異動後も、大阪市内のある印刷会社で、新旧の従業員における胆管ガンの罹患率が日本国民の平均に比べて極端に高いことをスクープ。社内で当時使用していた洗浄剤にジクロロメタンが含まれていたことを突き止めた末に、全国ニュースでの報道につなげた。政治関連の調査報道に限界を感じたことなどを理由に、2016年12月31日付で同局を退職。退局を機に大阪での生活を再開すると、公益財団法人政治資金センターや認定NPO法人iAsia（アイ・アジア、現在の名称は「インファクト」）を大阪市北区に相次いで立ち上げた。ちなみに、政治資金センターは弁護士、iAsiaはジャーナリストの石丸次郎などと共同で設立。
2017年には、アメリカン大学に客員研究員として在籍しながら、アメリカ国内でジャーナリストとしての活動を続けていた。帰国後は、インファクトの代表理事・編集長や政治資金センターの理事などを務めながら、大阪を拠点にファクトチェックへ本格的に従事。大阪市北区に本社がある毎日放送・MBSラジオ制作の番組などでニュース解説を定期的に担当するほか、『日刊ゲンダイ』で毎週火曜日に「ファクトチェック・ニッポン」、WEB GOETHE（幻冬舎の月刊誌『GOETHE』のオンライン版）で「LIFE SHIFT」と称する連載記事を執筆している。北朝鮮にも取材を目的に数回渡航していて、2018年4月27日には、「日朝友好なにわの翼」（大阪日朝友好代表団）の一員として表敬訪問に立ち会っている。その一方で、アメリカンフットボールへの造詣が深く、メキシコのアメリカンスクールや一橋大学の学生時代にはアメリカンフットボール部で活動していた。日本大学フェニックス反則タックル問題が発覚した際には、プレー経験者の立場から、出演番組などで再三にわたって意見を述べている。2022年4月からは、ファクトチェックやメディアでの活動と並行して、大阪芸術大学で教鞭を執っている。同年度は、客員教授と並行しながら、非常勤講師として同志社大学社会学部の教壇にも立っていた。2023年度からは、大阪芸術大学短期大学部のメディア・芸術学科でメディアコースの放送専攻教授を務めるかたわら、京都大学大学院教育学研究科メディア文化論研究室博士後期課程で学生生活を再開している。

## 著書

### 単著
- 『NPOメディアが切り開くジャーナリズム : 「パナマ文書」報道の真相』 新聞通信調査会、2018年3月、ISBN 978-4-907087-12-8。
- 『トランプ王国の素顔 : 元NHKスクープ記者が王国で観たものは』 あけび書房、2018年6月、ISBN 978-4-87154-159-6。
- 『トランプ報道のフェイクとファクト』 かもがわ出版、2019年3月、ISBN 978-4-7803-1012-2。
- 『ファクトチェック最前線 : フェイクニュースに翻弄されない社会を目指して』 あけび書房、2019年6月、ISBN 978-4-87154-167-1。
- 『ファクトチェックニッポン : 安倍政権の7年8カ月を風化させない真実の記録』 徳間書店、2020年11月、ISBN 978-4-19-865174-9。
- 『コロナの時代を生きるためのファクトチェック』 講談社、2020年12月、ISBN 978-4-06-521808-2。
- 『NHK　日本的メディアの内幕』地平社、2024年7月19日。ISBN 978-4911256114。

### 共著
- 立岩陽一郎、楊井人文 『ファクトチェックとは何か』 岩波書店〈岩波ブックレット〉、2018年4月、ISBN 978-4-00-270982-6。
- 永田浩三、斉加尚代、西岡研介、川端幹人、立岩陽一郎、望月衣塑子、香山リカほか 著、永田浩三 編『フェイクと憎悪―歪むメディアと民主主義』大月書店、2018年6月15日。ISBN 978-4272330942。

## 出演

### テレビ
- 情報プレゼンター とくダネ! → めざまし8（フジテレビ） - コメンテーター

以下はいずれも、毎日放送制作の番組。
- ちちんぷいぷい
  - 2017年9月に「ぷいぷい顧問」という肩書で初めて登場した後に、同年10月から2019年3月まで月 - 水曜日のニュース解説を担当。2019年4月から2021年3月の番組終了まで、水曜日にレギュラーパネラーとして出演していたほか、2019年4月以降の2年間は後枠番組の『ミント!』でもニュース解説を随時担当していた。
  - 自身が結婚した日（1999年10月11日）に、関西ローカルで第1回が放送された。
- よんチャンTV 水曜日 - ニュース解説
  - 『ちちんぷいぷい』『ミント!』の後継番組で、2021年3月31日から「4chanニュース」（関西ローカルニュースパート）へレギュラーで出演。

### ラジオ
いずれも毎日放送→MBSラジオ制作の番組
- 子守康範 朝からてんコモリ! - 2019年3月から2021年10月の最終回まで、金曜日のコメンテーターとして出演。
- 立岩陽一郎のファクトチェック・ラジオ - 「ファクトチェックをテーマに据えた実験的なラジオ番組」と銘打って、2021年8月1日から不定期で放送。
- 西靖・谷口キヨコのもっと聴きたい水曜日（2021年度のプロ野球オフシーズン限定番組） - 『よんチャンTV』内の「4chanニュース」では、立岩が水曜日、毎日放送アナウンサーの西が「解説委員」という肩書で木曜日にニュース解説を担当。